# Orthopodomyia
Orthopodomyia is een muggengeslacht uit de familie van de steekmuggen (Culicidae).

## Soorten
- O. alba Baker, 1936
- O. albicosta (Lutz, 1904)
- O. albipes Leicester, 1904
- O. ambremontis Brunhes & Hervy, 1995
- O. andamanensis Barraud, 1934
- O. ankaratrensis Brunhes & Hervy, 1995
- O. anopheloides (Giles, 1903)
- O. arboricollis (de Charmoy, 1908)
- O. aureoantennata Ferrara, 1973
- O. comorensis Brunhes, 1977
- O. fascipes (Coquillett, 1906)
- O. flavicosta Barraud, 1927
- O. flavithorax Barraud, 1927
- O. fontenillei Brunhes & Hervy, 1995
- O. joyoni Brunhes, 1977
- O. kummi Edwards, 1939
- O. lanyuensis Lien, 1968
- O. madrensis Baisas, 1946
- O. milloti Doucet, 1951
- O. nkolbissonensis Rickenbach & Hamon, 1966
- O. papuensis Zavortink, 1968
- O. peytoni Leguizamón & Carpintero, 2005
- O. phyllozoa (Dyar & Knab, 1907)

- O. pulcripalpis (Rondani, 1872)
- O. rajaonariveloi Brunhes & Hervy, 1995
- O. ravaonjanaharyi Brunhes & Hervy, 1995
- O. reunionensis Brunhes & Hervy, 1995
- O. rodhaini Brunhes & Hervy, 1995
- O. sampaioi da Costa Lima, 1935
- O. siamensis Zavortink, 1968
- O. signifera (Coquillett, 1896)
- O. signiferus (Coquillett, 1896)
- O. vernoni van Someren, 1949
- O. wanxianensis Lei & Li, 1990
- O. waverleyi (Grabham, 1907)
- O. wilsoni Macdonald, 1958